# Pálháza
Pálháza là một thành phố thuộc hạt Borsod-Abaúj-Zemplén, Hungary. Thành phố này có diện tích 6,76 km², dân số năm 2010 là 1038 người, mật độ 154 người/km².